# لوئیس اونمورا
لوئیس اونمورا (پرتغالی: Luís Onmura؛ ۲۹ ژوئن ۱۹۶۰ – ۱ نوامبر ۲۰۲۴) جودوکار اهل برزیل بود.
لوئیس اونمورا در ۱ نوامبر ۲۰۲۴، در سن ۶۴ سالگی درگذشت.